# ميرزا حسن لو (ألاداغ)
میرزا حسن لو (بالفارسية: میرزا حسن‌لو) هي قرية تقع في إيران في قسم ألاداغ الريفي. يقدر عدد سكانها بـ 89 نسمة .